# Trickster (FIVE NEW OLDの曲)
「Trickster」（トリックスター）は、日本のロックバンド・FIVE NEW OLDの楽曲。メジャー4thアルバム『Departure : My New Me』に収録されている。

## 概要
FIVE NEW OLDのメジャー4thアルバム『Departure : My New Me』に収録されている楽曲。

テレビアニメ「HIGH CARD」のオープニング主題歌として書き下ろされた楽曲。バンドとしては初となるアニメタイアップ楽曲となる。今作のリリースに際して、HIROSHI（Vo.）は以下のようにコメントした。
今回、「HIGH CARD」が原作を一から作り上げていく作品だと伺った時、OP主題歌を書くということは、自分達もこの作品の世界観を作り上げる担い手になるんだと強く思いました。
トランプカードをめくるように、何が来るかわからないスリリングな展開をイメージして書いた曲です。
溢れんばかりの熱意と愛を持って向き合って下さった制作スタッフの方達を、良い裏切り方でアッと言わせてやろうと思いながら書いていました(笑)。
　
FIVE NEW OLDとして初のアニメタイアップなので、映像と音楽がどんな風に融合していくかワクワクしています。何者でも無かったフィンが"Trickster"のように物語を大きく動かしていく姿を楽しみにしていて下さい。
2023年1月13日には、当楽曲のノンクレジットオープニング映像が公開された。
2024年3月4日には、NHKワールド JAPAN「J-MELO」に出演し、今曲と「Showdown」をテレビ披露した。

## 楽曲解説
1. Trickster (03:43)
作詞 : Hiroshi Nakahara, Jamil Kazui
作曲 : FIVE NEW OLD
編曲 : FIVE NEW OLD
  - メジャー4thアルバム『Departure : My New Me』、ベストアルバム『FiNO is』に収録されている[8]。
  - 楽曲プロデュースはイギリスのロックバンド「Bloc Party」のギタリストRussell Lissackが担当した[9]。
  - 製作にあたって、10パターン以上のデモを製作した[10]。
  - メンバーからの評価が高い楽曲で、HIROSHI（Vo,Gt）は「いろいろな要素があって、ライブでお客さんは各セクションでレスポンスとして返してくれるので、すごく頼もしい曲になっている」「自分達にすごく馴染んでいる曲」「歌っていて一番気持ちいいキー設定にある」、WATARU（Gt,Key）は「パンクロックと今の自分達の音楽スタイルをうまく融合できた曲」「100%に近いくらい納得した」、HAYATO（Dr）は「ライブで演奏していて非常に強い曲」、SHUN（Ba）は「ライブで演奏していて一番好きな曲」と評している[10][11]。
  - 2番のAメロに入る直前には、HIROSHIがボイスメモでデモを録音した際に入り込んでいたSHUNの話し声がそのまま入っている[12]。

## ミュージックビデオ
当楽曲には2種類のミュージックビデオが存在する。
オリジナル
2022年9月21日に公開された。MVはトランプの数字に翻弄されるHIROSHI（Vo, Gt）の姿や、洋館で撮影された演奏シーンなどで構成されている。
アニメコラボバージョン
2023年12月1日に、2024年1月から放送されるTVアニメ『HIGH CARD season 2』のオープニング主題歌を今シーズンに引き続きFIVE NEW OLDが担当することが発表されたのと同時に公開された。
巨大スクリーンに映し出されるseason 1の振り返り映像を背景に、メンバーのパフォーマンスとアニメのシーンを織り交ぜた映像になっている。

## 参加ミュージシャン
FIVE NEW OLD
- HIROSHI（ボーカル・ギター）
- WATARU（ギター・キーボード）
- SHUN（ベース）
- HAYATO（ドラムス）

## タイアップ
- テレビアニメ『HIGH CARD』オープニングテーマ[16]